# Ivan
Ivan je moško osebno ime.

## Izvor imena
Tako ime Ivan kot Janez izhajata iz grškega imena Ιoχαννης (Johánnês), Ιωαννης  (Jôánnês), to pa iz hebrejskega Jehohannan, skrajšano Johann z nekdanjim pomenom »Jahve (to je Bog) je milostljiv, se je usmilil«. Ime je torej teoforično (to je, da ima sestavino Bog) in so ga prvotno dajali v zahvalo Bogu, ki jim je dal dolgo pričakovanega otroka.

## Različice imena
- moške oblike imena: Ija, Ivanček, Ivanko, Ive, Ivek, Ivi, Ivko, Ivo, Janez (Janko, Jani, Jan), Van, Vači, Vanče, Vanček, Vanči, Vančo, Vane, Vanek, Vanja, Vanjo
- ženske oblike imena: Ivi, Ivica, Ivana, Ivanka, Vanja, Jana, Janja

## Pogostost imena
Po podatkih Statističnega urada Republike Slovenije je bilo na dan 31. decembra 2007 v Sloveniji število moških oseb z imenom Ivan: 22.043 Med vsemi moškimi imeni pa je ime Ivan po pogostosti uporabe uvrščeno na 4. mesto.

## Priimki nastali iz imena
Iz imena Ivan in njegovih različic so nastali številni priimki, npr.: Ivanač, Ivanc, Ivanč, Ivanček, Ivančevič, Ivančič, Ivanec, Ivanek, Ivanetič, Ivanež, Ivanič, Ivanjko, Ivanšek, Ivanjšek, Jovan, Jovanovič, Jovič, Juvanc, Vanič, Vanček, Vankuš, Vanovič, Vanovšek in še mnoga druga. 

## Imena krajev
Po imenu Ivan so v Sloveniji imenovani številni kraji kot npr.: Ivanci, Ivančna Gorica, Ivandol, Ivanja vas, Ivanje selo, Ivanji Grad, Ivanjkovci, Ivanjski Vrh, Ivanjše, Ivanjševski Vrh, Ivanovci in še druga.

## Osebni praznik
V koledarju je ime Ivan zapisano skupaj z Janezom.